# Maria Thereza Alves
Maria Thereza Alves est une artiste contemporaine, vidéaste, performeuse, activiste et écrivaine brésilienne née à São Paulo en 1961. Elle vit et travaille à Berlin.

## Biographie
Elle a étudié à la Cooper Union à New York (diplômée en 1985). En 1981, elle est représentante aux États-Unis du Parti des travailleurs et en 1987-88, elle co-fonde le Parti vert. En 2016, elle reçoit le « prix Vera List Prize for Art and Politics ». Elle participera entre autres à la Documenta (13), à la Manifesta (12)  à la Biennale de Sydney en 2020  .
Dans Seeds of Change, série d'œuvres développée depuis 1999 (dans des villes portuaires telles que Marseille, Reposaari, Liverpool, Exeter-Topsham, Dunkerque, Bristol, New York, Anvers...), elle a écrit : « Si les récits officiels de l’histoire ne rendent pas compte des connaissances et des expériences locales, et tendent même à les effacer, l’art a le potentiel de ramener de tels récits aux réalités sociales contemporaines ».

### Expositions individuelles
- El Retorno de un Lago, MUAC (UNAM), à Mexico (Mexique), 2014[4]
- El Largo Camino a Xico (1991-2014), rétrospective au CAAC, Séville (Espagne), 2015[5]
- Seeds of Change: New York - A Botany of Colonization, Parsons / The New School for Design, New York (États-Unis) 2016[6]
- The Flood, Galerie Michel Rein, Bruxelles, 2017
- The Middle Earth. Projet méditerranéen de Maria Thereza Alves & Jimmie Durham, IAC, Lyon, 2018[7]
- Descolonizando o Brasil (collaboration), Sesc Sorocaba, São Paulo (Brésil), 2018[8]
- Trade and Surplus Value, Galleria Alfonso Artiaco, Naples (Italie), 2018[9]

### Expositions collectives
- Manifesta 12 à Palerme (Italie), 2018[10]
- Disappearing Legacies: The World as Forest, Humboldt-Universität, Berlin (Allemagne), 2018[11]
- Frestas Triennial à São Paulo, 2017 [12]
- 32e Biennale de São Paulo, 2016[13]
- Biennale de Charjah (Émirats arabes unis[14])
- dOCUMENTA (13), 2012